# Ramón Tulfo
Ramón Teshiba Tulfo (nacido el 20 de noviembre de 1946), también conocido como Ramón Tulfo, Jr. o Mon Tulfo, es un presentador de televisión, locutor de radio y columnista filipino de The Manila Times.

## Primeros años y carrera
Es el mayor de diez hermanos (7 niños, 3 niñas). Es hijo del difunto coronel (retirado) Ramón Silvestre Tulfo, quien fue miembro de la Policía de Filipinas y de Caridad Teshiba-Tulfo, ama de casa. Ramón Tulfo es el presentador del programa de 23 años de duración, Isumbong Mo kay Tulfo !, un programa de servicio público en PBS Radyo Pilipinas 1. En su programa de una hora, él y su coanfitrión Alin Ferrer abordan problemas comunitarios, incluidas quejas. presentada contra funcionarios gubernamentales y policías. Es hermano de Wanda Tulfo Teo, Ben Tulfo y Erwin Tulfo, los tres formaron parte de un escándalo de corrupción de 60 millones de pesos que ocurrió durante el período de Wanda Teo como jefe de turismo de Rodrigo Duterte. Tulfo es uno de los candidatos propuestos por el PDP-Laban para presentarse a senador bajo la bandera de Rodrigo Duterte.
Se convirtió en enviado especial a China por nombramiento del presidente Rodrigo Duterte desde el 25 de octubre de 2018, por un período de 6 meses.

## Apariciones en televisión
Tulfo presenta ocasionalmente T3 de TV5: Kapatid Sagot Kita junto con sus hermanos Ben, Raffy y Erwin.

## Vida personal

### Mon Tulfo vs. Pelea del aeropuerto deBarreto/Santiago
La Junta de Clasificación y Revisión de Cine y Televisión está investigando el programa, luego de su episodio del 7 de mayo de 2012, en el que los presentadores amenazaron a la pareja de celebridades Raymart Santiago y Claudine Barretto en relación con la pelea con su hermano Ramón Tulfo en la Terminal 3 del Aeropuerto Internacional Ninoy Aquino el 6 de mayo. Hicieron una disculpa pública al día siguiente, pero aun así se les suspendió de presentar el programa, así como otros programas de News5 transmitidos en TV5 y AksyonTV durante 3 días del 9 al 11 de mayo de 2012.
El MTRCB suspenderá el espectáculo del 10 al 17 de mayo. Ramón Tulfo, Martín Andanar y Atty Mel Sta. María presentó el episodio del 9 de mayo antes de la suspensión. TV5 cuestiona la acción de la agencia, declarando que podría amenazar la libertad de prensa. Una versión televisiva de Relasyon de Radyo5 92.3 News FM, conducida por Luchi Cruz-Valdez y Mel Sta. María, se llena el intervalo de tiempo del T3 del 10 al 11 de mayo. A partir del 14 de mayo, la franja horaria estaba ocupada por Sharon: Kasama Mo, Kapatid y Metro Aksyon que se extendió a 30 minutos, llevando el formato de T3, además de traer noticias. La suspensión fue levantada más tarde por el MTRCB a partir del 17 de mayo, solo 7 días después de la suspensión programada de 20 días después del acuerdo de MTRCB y TV5 y regresó al aire al día siguiente.
Del 30 de mayo al 20 de junio de 2012, T3 fue nuevamente suspendido después de una "deliberación exhaustiva" por parte de la junta de adjudicación de MTRCB. El horario de T3, una vez más, lo llenó Metro Aksyon con los anfitriones de T3 Ben y Raffy Tulfo presentando. El 20 de junio de 2012, 3 semanas después de la suspensión programada de 3 meses, el Tribunal de Apelaciones emitió una orden de restricción temporal (TRO) de 60 días para detener la suspensión. Se espera que vuelva al aire el 25 de junio.

## Crítica
Tulfo ha sido ampliamente criticado por su apoyo público a la pena de muerte, ya sea que el caso se considere un crimen atroz o no. También se sabe que posee homofobia, como lo demuestra su apoyo a los ataques contra la comunidad LGBT, hasta el punto de que apoyó la opinión de un senador que afirma que los homosexuales son peores que los animales. También ha criticado a la Iglesia ni Cristo por 'odio personal'. Tulfo también ha discriminado abiertamente a los filipinos musulmanes, utilizando bromas contra las creencias islámicas durante el apogeo de los asesinatos contra musulmanes en Filipinas. También generó críticas después de afirmar que los musulmanes en áreas de mayoría cristiana deberían ser removidos y reubicados en áreas devastadas por la guerra en Mindanao.
El 15 de agosto de 2018, el Sr. Tulfo causó un alboroto en el departamento de la sala de emergencias del Hospital General de Filipinas. En un video publicado en Facebook, se puede ver al Sr. Tulfo acosando a un médico de la sala de emergencias después de que el médico no quería que el Sr. Tulfo lo grabara en video antes de brindar tratamiento médico a un niño que sufrió heridas leves cuando el convoy del Sr. Tulfo golpear al niño el mismo día. La grabación de video en las instalaciones del hospital es una violación de la Ley de Privacidad de Datos de Filipinas de 2012, así como una violación del derecho del paciente a la privacidad y el derecho al consentimiento. También se vio a la madre de la víctima suplicando al Sr. Tulfo que detuviera su acoso, ya que su hija estaba asustada por la terrible experiencia. Al 20 de agosto de 2018. El señor Tulfo se ha negado a pedir disculpas a PGH por el incidente.
Algunas fuentes e incluso su propia columna en Manila Times insinúan que hay fricciones ocasionales entre los hermanos Tulfo, particularmente entre él, Ben y Raffy, lo que resulta en críticas mutuamente mordaces para el otro. Sin embargo, se sabe que trabajan juntos como uno solo, con la redada de drogas de Mabalacat como un ejemplo. Raffy, Erwin y Ben también acudieron en su ayuda cuando fue agredido en el aeropuerto, llegando a ventilar una amenaza de muerte velada a los perpetradores.